# Гадиров, Алиаббас Гулу оглы
Алиаббас Гулу оглы Гадиров (азерб. Əliabbas Gülabbas oğlu Qədirov; 13 февраля 1946, Баку — 8 марта 2006, Баку) — азербайджанский актер. Народный артист Азербайджанской ССР (1989).

## Биография
Алиаббас Гадиров родился 13 февраля 1946 года в городе Баку. С детства проявлял интерес к сценическому искусству, начиная с восьмого класса. Он был членом драматического коллектива под руководством народного артиста Агададаша Курбанова в клубе железнодорожников. Основы игры в романтических и монументальных спектаклях он изучил именно в этом театре.
В 1965 году он поступил на факультет драмы и кино Азербайджанского государственного театрального института имени Мирза Ага Алиева. Его учителями были народный артист, профессор Мехти Мамедов и заслуженный артист Мухлис Дженизаде.
В учебные годы в институте Алиаббас играл интересные роли в спектаклях таких произведений, как «Айдын» Джафара Джаббарлы (роль Сурхая), «Азер» Гусейна Джавида и «Барабанщица» Афанасия Салынского (роль Федора). Именно поэтому в последнем курсе Алиаббаса Гадырова Мехти Мамедов пригласил сыграть роль Юсифа в трагедии «Хайям» Гусейна Джавида, которая состоялась 12 марта 1970 года после длительного ожидания премьеры. Этот спектакль стал его дебютом на сцене Национального драматического театра, где он стал актером с 6 апреля 1970 года.
26 декабря 2001 года актер был назначен художественным руководителем и директором Азербайджанского государственного академического национального драматического театра.
Актер Алиаббас Гадыров сыграл во множестве передач на Азербайджанском государственном телевидении и в течение многих лет был ведущим программы «Мэшэл» для молодежи, а затем занимался развлекательными передачами вроде «Путешествие в мир комедий». Некоторые из его телевизионных работ вошли в «Золотой фонд» телевизии, включая роли в телепьесах, таких как «Гнездо Лачина» Сулеймана Сани Ахундова (роль Джахангира), «Текан» Мамеда Мурада (роль Дильгяма), «В семье Атаевых» Ильяса Эфендиева (роль Джахангира), «Хаджи Кара» Мирзы Фатали Ахундова (роль Хейдера-бека), «Беспризорный юноша» Абдуррахим-бека Хагвердиева (роль Фархада), «Дуэль» Мара Байджиева (роль Искандера), «Последний пришедший в приемную» Дазорцева (роль Мужчины).
Помимо работы в театре, Алиаббас Гадиров достиг значительных успехов как киноактер. Он был удостоен Государственной премии Азербайджанской Республики за роль Назима в двухсерийном фильме «Счастье всплывает» режиссера Эльдара Гулиева. В дополнение к этому, он снялся в таких фильмах как «На берегу воспоминаний» (роль Имрана), «Урок песни» (роль Ата), «Как хорошо, что у нас есть Самед Вургун» (роль Вагифа), «Человек нашего дома» (роль Мансура), «Золотой обрыв» (роль Джалила), «Старики» (роль Фариза), «Бабек» (роль Фазля), «Сигнал с моря» (роль Султанова), «Счастье всплывает» (роль Назима) и других.
В 2006 году 8 марта актер скончался на 60-м году жизни от лейкемии. Похоронен на Второй аллее почетного захоронения.

## Фильмография
- Агасадыг Герайбейли (фильм, 1974)
- Личное путешествие в немецкую клинику (фильм, 1988)
- Семья Атаевых (фильм, 1978) – роль: Джахангир
- Бабек (фильм, 1979) – роль: Фазл
- В Баку дуют ветры (фильм, 1974)
- Дачный домик для одной семьи (фильм, 1978)
- Послезавтра, в полночь (фильм, 1981)
- Парни нашей улицы (фильм, 1973)
- Наша странная судьба (фильм, 2005)
- Загородная прогулка (фильм, 1986)
- Джин в микрорайоне (фильм, 1985)
- Деде Коркут (фильм, 1975)
- Дервиш взрывает Париж (фильм, 1976)
- Родные берега (фильм, 1989)
- Четыре воскресенья (фильм, 1975)
- Дуэль (фильм, 1995)
- Журавли вернулись (фильм, 2003)
- Острый нож (фильм, 1975)
- Скорпион (фильм, 1972)
- Хозяин дома (фильм, 1978)
- Разрушитель дома моего! (фильм, 1974)
- Трудные дороги (фильм, 1982)
- Бунт невесток (фильм, 1985) (озвучка)
- Тайна корабельных часов (фильм, 1983)
- Я ещё вернусь (фильм, 1980)
- Расстрелянные статуи (фильм, 2002)
- Крик о помощи (фильм, 2004)
- Жизнь испытывает нас (фильм, 1972)
- Гейдар Алиев и связь в Азербайджане (фильм, 2003)
- Берег воспоминаний (фильм, 1972)
- Ждите сигнал с моря (фильм, 1986)
- Старый причал (фильм, 1984)
- Поливал улицы я водой (фильм, 2004)
- Мешеди Ибад-80, или старые знакомства (фильм, 1980)
- Тысяча первое слово (фильм, 1997)
- Внуки Муллы Ибрагим-халиль Кимягерина (фильм, 1974)
- Гость (фильм, 2001)
- Как хорошо, что есть Самед Вургун в мире (фильм, 1976)
- Оазис в огне (фильм, 1978)
- Твой первый час (фильм, 1973)
- Страницы жизни (фильм, 1974)
- Сны жизни (фильм, 2001)
- Его бедственная любовь (фильм, 1980)
- Другая жизнь (фильм, 1987)
- Парк (фильм, 1983)
- Прима (фильм, 1994)
- Рыцари чёрного озераа (фильм, 1984)
- Голос из тайника (фильм, 2002)
- Золотая пропасть (фильм, 1980)
- Старики, старики... (фильм, 1982)
- Бородатые здания (фильм, 1990)
- Ты всегда с нами (фильм, 1997)
- Бухта Радости (фильм, 1977)
- Чертик под лобовым стеклом (фильм, 1987)
- Последний шахид (фильм, 2004)
- Шуша (фильм, 2001)
- Путь в Шушу... (фильм, 2002)
- Толчок (фильм, 1987)
- Приглашение к свадьбе (фильм, 1973)
- Сердце... Сердце... (фильм, 1976)
- Мерзавец  (фильм, 1988)
- Не курите в постели (фильм, 1986)
- Семеро сыновей моих (фильм, 1970)
- Дорожное происшествие (фильм, 1980)
- Цена ста грамм  (фильм, 1975)

## Звания и награды
- Государственная премия Азербайджанской ССР — 1978 год[4]
- Почетное звание «Заслуженный артист Азербайджанской ССР» — 1 декабря 1982 года[5]
- Почетное звание «Народный артист Азербайджанской ССР» — 17 мая 1989 года[6]
- Персональная пенсия Президента Азербайджанской Республики — 1 апреля 2005 года[7]
- Орден «Слава» — 13 февраля 2006 года[8]
- Золотая медаль «Театральный деятель»[азерб.] — 2006 год, посмертно, Союз театральных деятелей Азербайджана[9]